# Chiesa di Santa Lucia (Forlì)
La chiesa di Santa Lucia (già chiesa di San Francesco di Paola) è una chiesa di Forlì risalente al XVII secolo.

## Storia

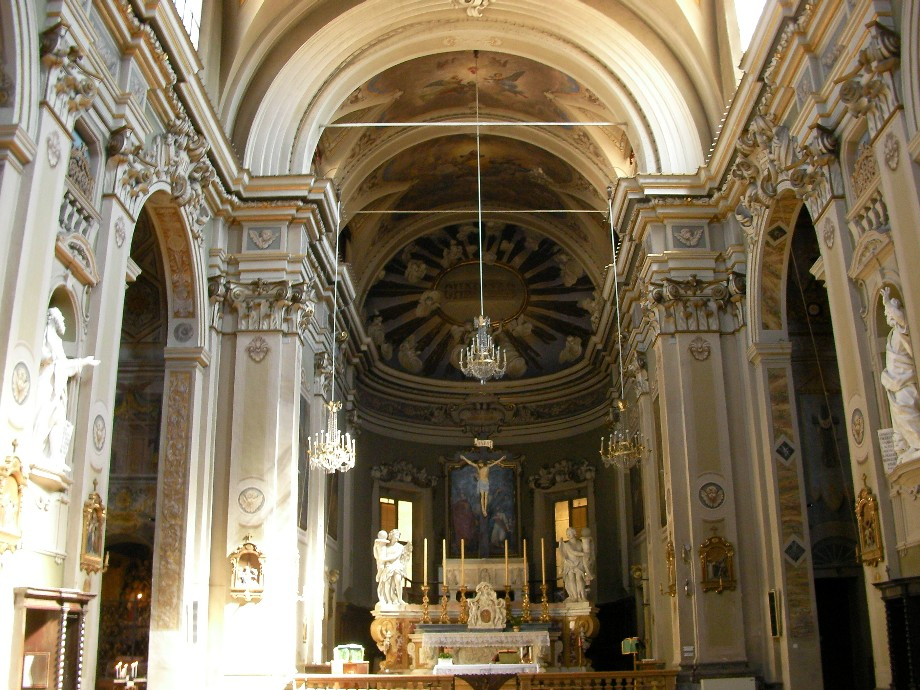
Interno

La costruzione dell'edificio, inizialmente intitolato a San Francesco di Paola, viene iniziata nel 1614 su iniziativa dei monaci Minimi che realizzano anche il convento annesso.
La chiesa viene consacrata nel 1702, il 30 marzo, come ricordato da un'iscrizione marmorea apposta sul secondo pilastro laterale destro nel presbiterio. L'attribuzione di Giovanni Casali, redattore della prima guida della città di Forlì, all'architetto Giuseppe Merenda, avvenuta sulla base di un disegno esistente nella raccolta di progetti Merenda-Salecchi, si basa sull'ipotesi che la chiesa non fosse ancora finita nel 1702 (anno in cui Merenda aveva quindici anni) e che il progetto si sia protratto nel tempo.
Nel 1797 viene soppresso l'ordine monastico e l'edificio diviene chiesa parrocchiale col titolo odierno di Santa Lucia, appartenuto fino a quel momento a una chiesa, oggi scomparsa, che sorgeva sul lato opposto sulla strada, al numero 78, la chiesa di San Giacomo in Strada, detta di Santa Lucia. La devozione per la Santa siciliana arriva a Forlì tramite Ravenna, portata dal vescovo Orso, anche lui venuto dalla Sicilia nel V secolo.
La facciata acquisisce le forme attuali nel 1829, per l'intervento dell'ingegner Giuseppe Pani, lo stesso autore della facciata del Palazzo del Merenda, un tempo ospedale e in seguito Biblioteca comunale.

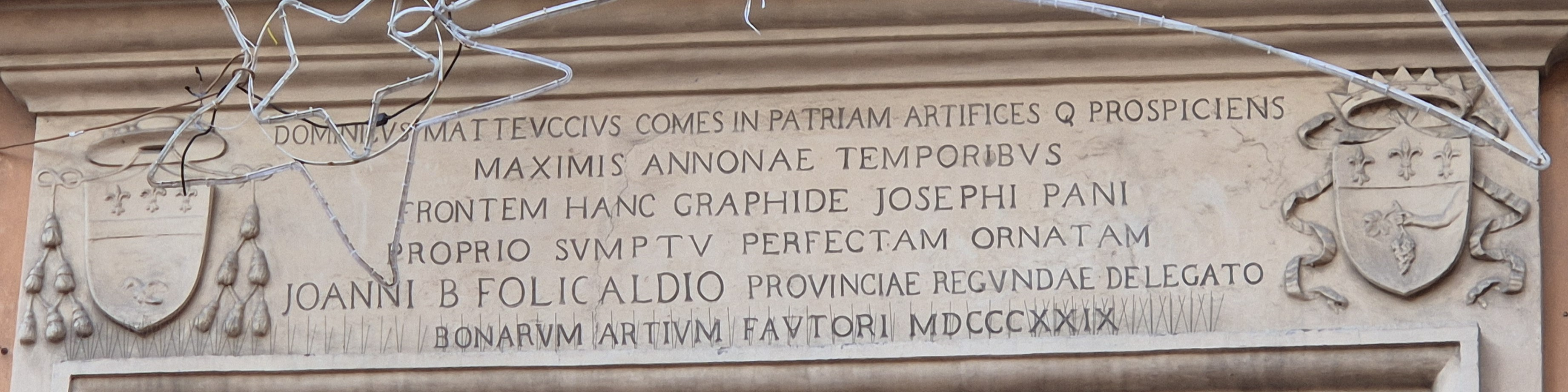
Iscrizione sopra l'ingresso della chiesa di Santa Lucia, Forlì

Sopra l'ingresso si trova un'iscrizione latina fra due stemmi, a sinistra quello della famiglia Folicaldi con sopra il cappello vescovile e a destra lo stemma della famiglia Matteucci di Forlì.
L'iscrizione recita: "DOMINICUS MATTEUCCIUS COMES IN PATRIAM ARTIFICES Q PROSPICIENS / MAXIMI ANNONAE TEMPORIBUS / FRONTEM HANC GRAPHIDE JOSEPHI PANI / PROPRIO SUMPTU PERFECTAM ORNATAM / JOANNI B FOLICALDIO PROVINCIAE REGUNDAE DELEGATUM / BONARUM  ARTIUM FAUTORI MDCCCXXIX". Domenico Matteucci, conte in Forlì, avendo cura degli artisti / (grazie) all’ottimo andamento del mercato / questa facciata, decorata con l’opera di Giuseppe Pani / fu completata a proprie spese / e dedicata a Giovanni Folicaldio delegato della provincia / fautore delle buone arti 1829. I personaggi citati sono il conte palatino Domenico Matteucci e Giovanni Battista Folicaldi, rispettivamente personaggio importante della realtà forlivese del primo Ottocento (muore nel 1835) e religioso che sarà vescovo di Faenza fra il 1832 e il 1867.
Ogni anno la chiesa diviene il centro della fiera di Santa Lucia, il 13 dicembre, che anima Corso della Repubblica con bancarelle dove si può trovare il tradizionale torrone. In chiesa viene esposta la reliquia della martire e vengono benedetti gli occhi.

## Descrizione

### Esterno

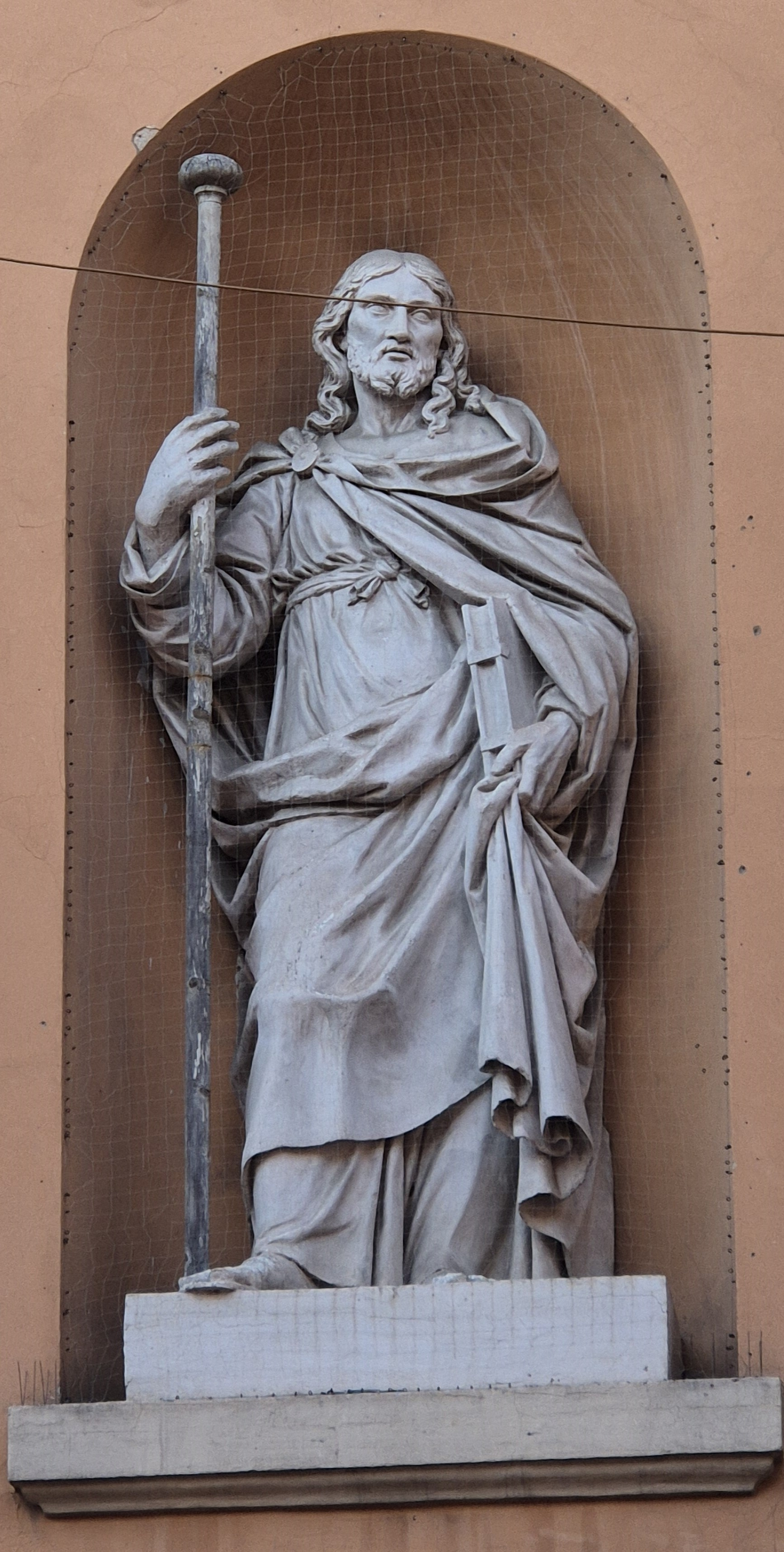
Bottega Ballanti-Graziani, San Giacomo, Forlì, Chiesa di Santa Lucia (facciata)

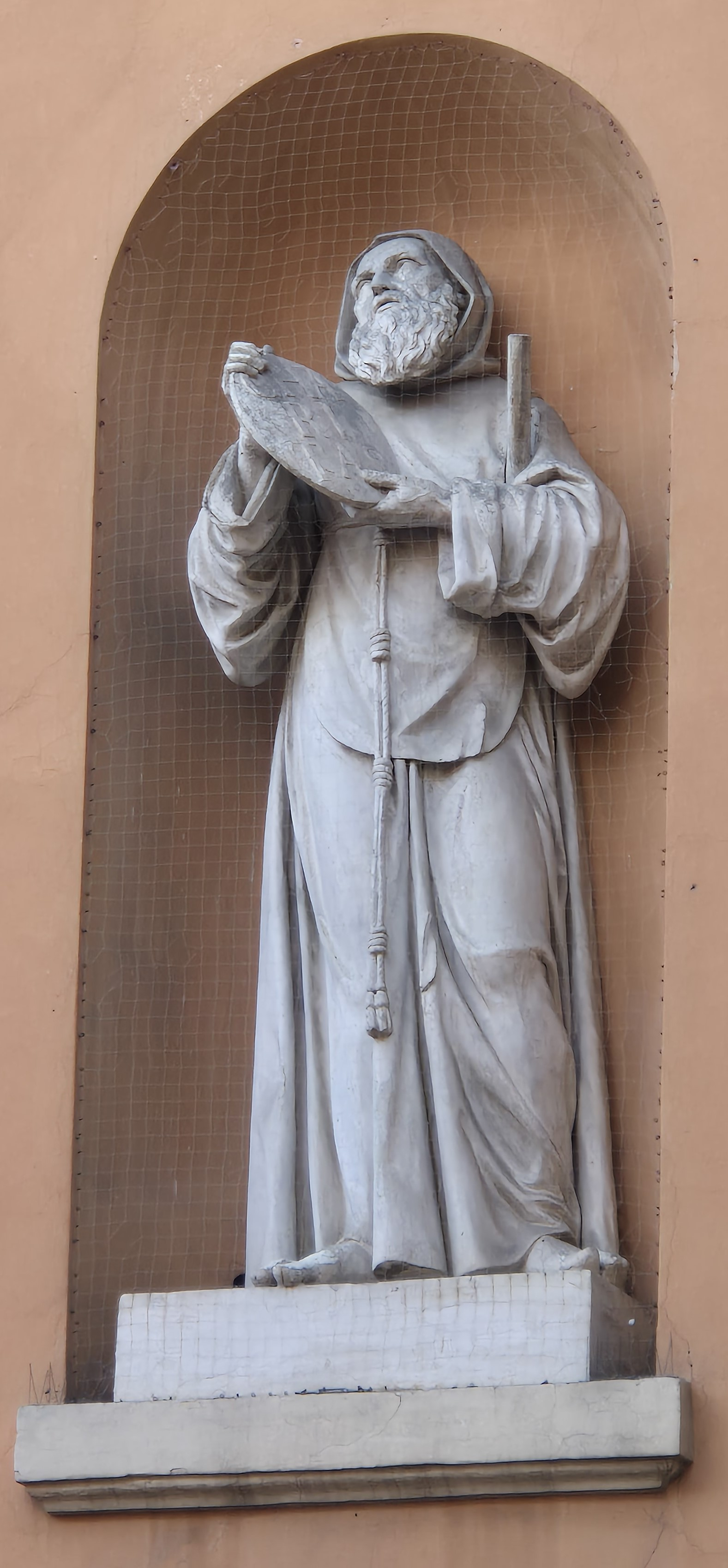
Bottega Ballanti-Graziani, San Francesco di Paola, Forlì, Chiesa di Santa Lucia (facciata)

L'esterno, completato nel 1829, presenta una facciata semplice, con tre livelli divisi da marcapiani. Si alterna il colore di base rosato con il beige delle lesene, doriche al primo piano e ioniche nel secondo. La struttura è ingentilita da due rientranze nel piano superiore e termina in un timpano, che viene consolidato nel 1844, con un intervento di ancoraggio e lavori per impedire infiltrazioni d'acqua. Rispetto al piano stradale l'ingresso è sopraelevato di cinque gradini, la scalinata risale al 1844, quando la precedente risultava ormai inagibile. Nella parte superiore si apre una finestra, mentre in quella inferiore si trovano due nicchie con le statue di San Giacomo Apostolo (che ricorda la chiesa duecentesca ora non più esistente, dall'altra parte della strada, chiamata San Giacomo in Strada, detta di Santa Lucia) e quella di San Francesco di Paola (primo dedicatario della chiesa). La prima segue l'iconografia di San Giacomo secondo la tipologia del pellegrino predicatore: è un uomo maturo con veste semplice da viaggio, il bastone e il Vangelo. Anche San Francesco di Paola segue un'iconografia consolidata: ha il semplice bastone, un saio e un tondo con sopra scritta la parola che indica il fondamento del suo ordine, quello dei Minimi, ovvero Charitas, la Carità. Sono state realizzate nell'Ottocento dalla ditta faentina Ballanti-Graziani e richiamano coeve statue bolognesi in stile settecentesco.
La chiesa si trova sull'attuale Corso della Repubblica, che precedentemente era noto come Corso Vittorio Emanuele II, ma prima ancora era chiamato Borgo Pio e Strada Petrosa, arteria principale della città, utilizzata tradizionalmente per l'ingresso alla piazza dei personaggi importanti. Questa strada nel 1828 aveva visto lavori di ristrutturazione importanti che avevano eliminato i portici fino alla chiesa. I lavori di rifacimento della facciata rientrano in questo contesto di modernizzazione. 

### Interno
L'interno della chiesa è a un'unica navata, con tre cappelle per lato comunicanti le une con le altre. La navata è coperta con una volta a botte divisa in tre porzioni, come accade anche nella zona presbiteriale, dove le divisioni sono due e proseguono con lesene corinzie. L'abside è rialzata e piuttosto ampia e appare quasi un ambiente a sé stante a causa del grandioso arco di trionfo che la divide dal resto della chiesa.
L'ambiente è molto luminoso, data la presenza di tredici finestre, di cui però solo due nel coro, che risulta, al confronto, più buio dell'ambiente centrale.

Nelle nicchie dei pilastri ci sono statue in stucco di Antonio Trentanove raffiguranti i Quattro Evangelisti. Giordano Viroli nota che quelle di San Matteo e San Luca sono più vicine a un gusto barocchetto bolognese, mentre sono più tipiche della produzione matura di Trentanove il San Giovanni e il San Marco.

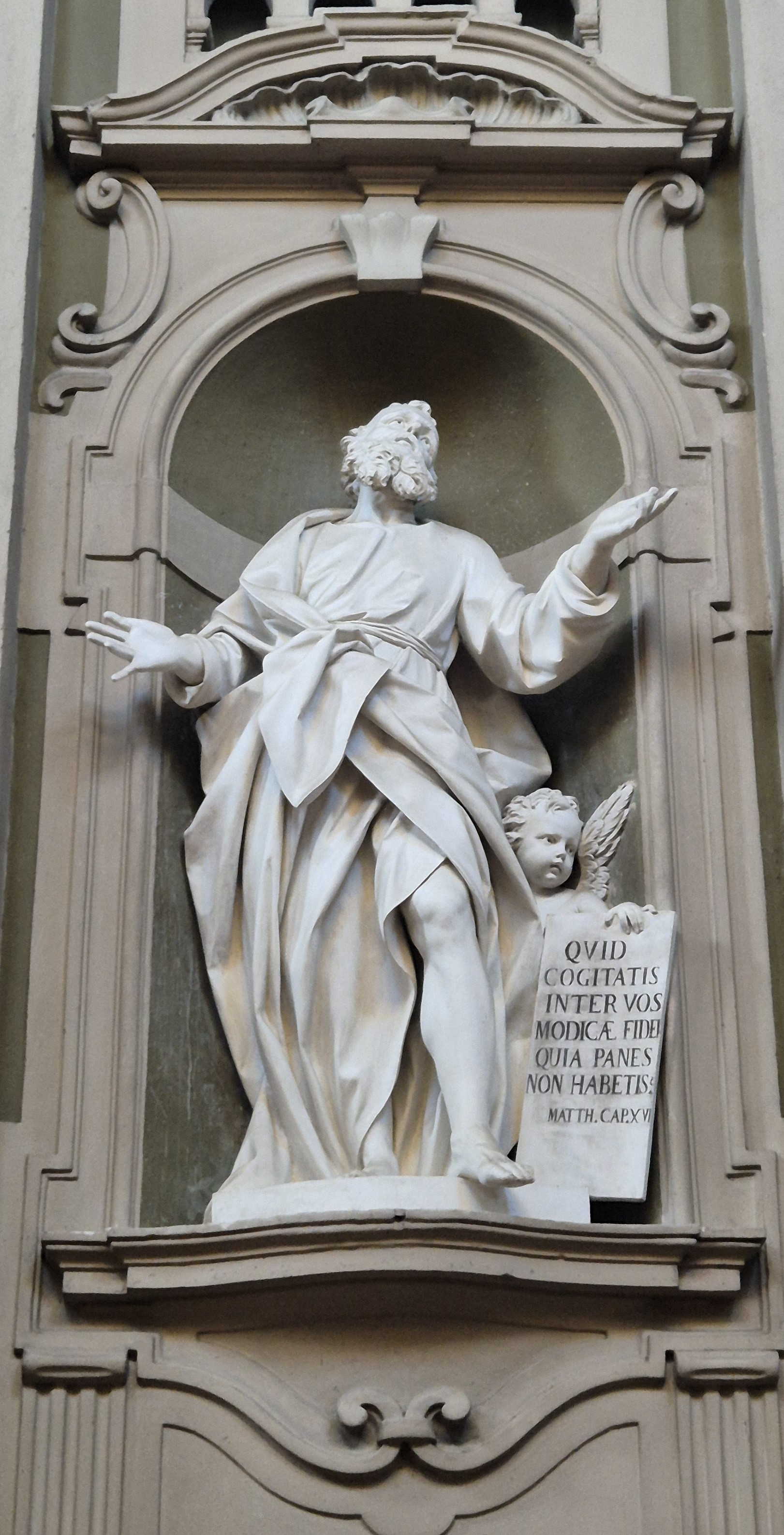
Antonio Trentanove, L'evangelista Matteo
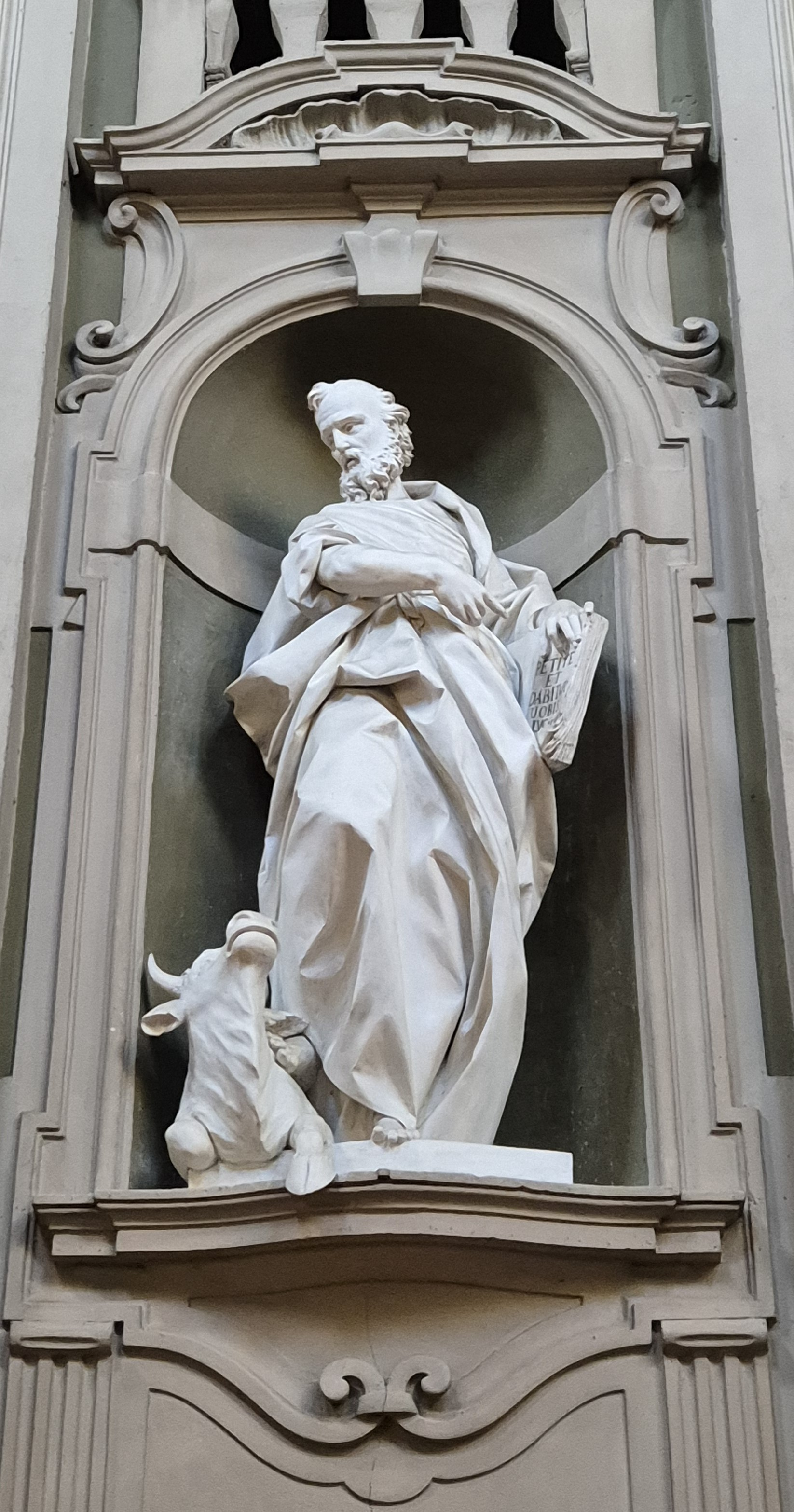
Antonio Trentanove, L'evangelista Luca
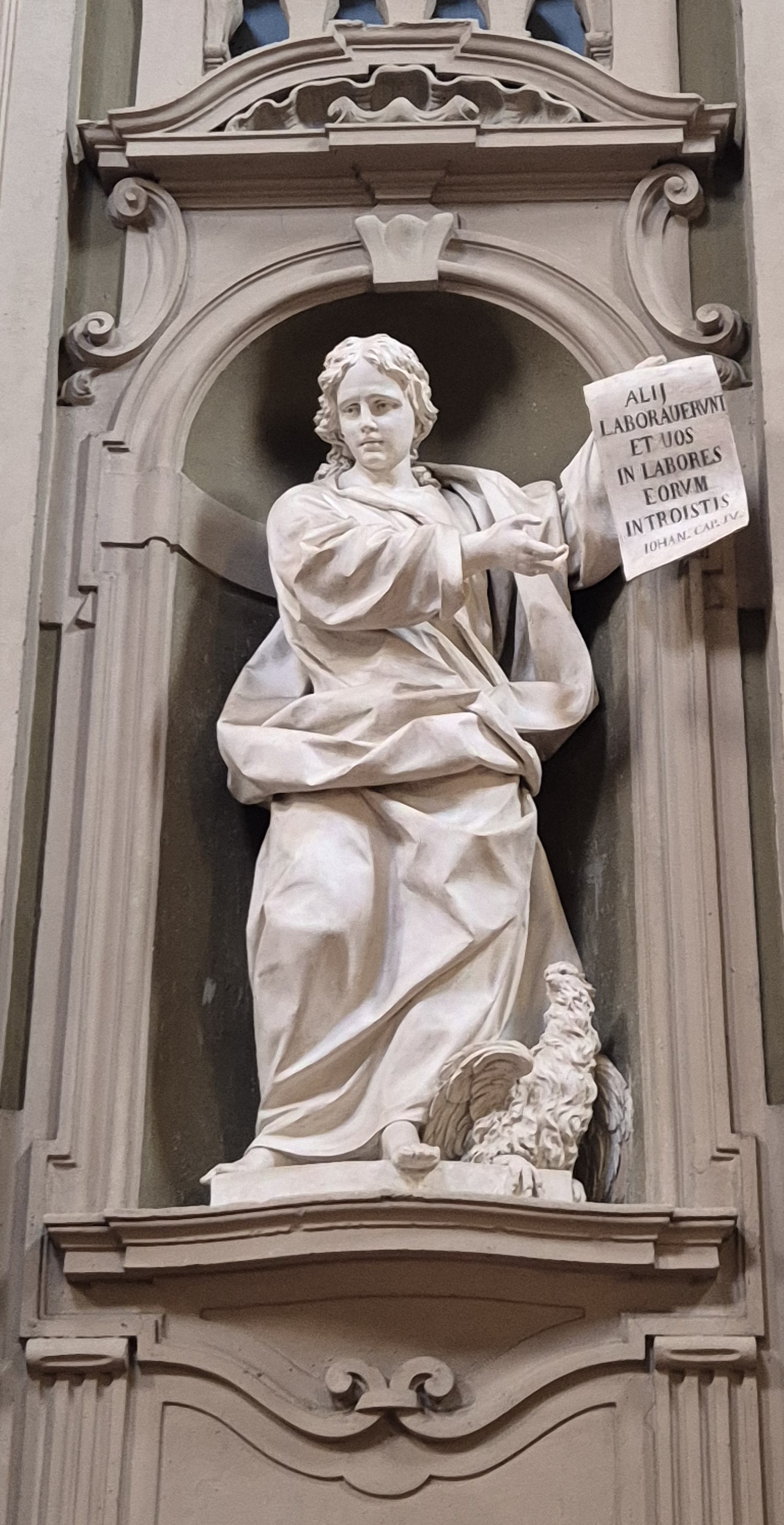
Antonio Trentanove, L'evangelista Giovanni
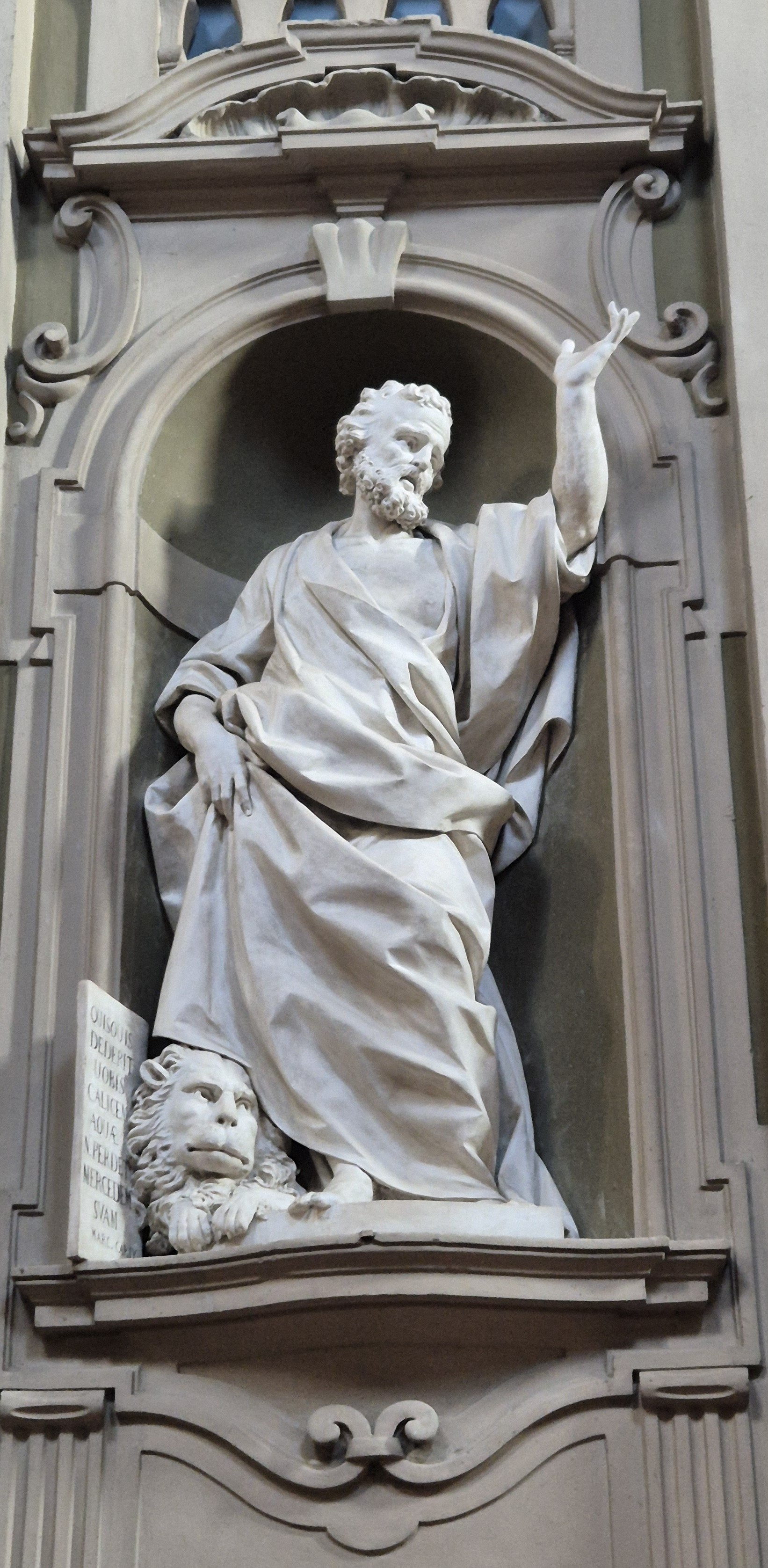
Antonio Trentanove, L'evangelista Marco

A destra della porta d'ingresso si nota una stele di marmo bianco dedicata nel 1739, al nobile Antonio Sassi, con l'immagine del conte scolpita in un medaglione ovale. Sotto si nota lo stemma di famiglia dei Sassi. Anche dalla parte opposta dell'ingresso si trovano ricordi di questa famiglia con una stele funeraria di Antonio Francesco Sassi (morto nel 1798) e della contessa Amalia Sassi Cavalli.

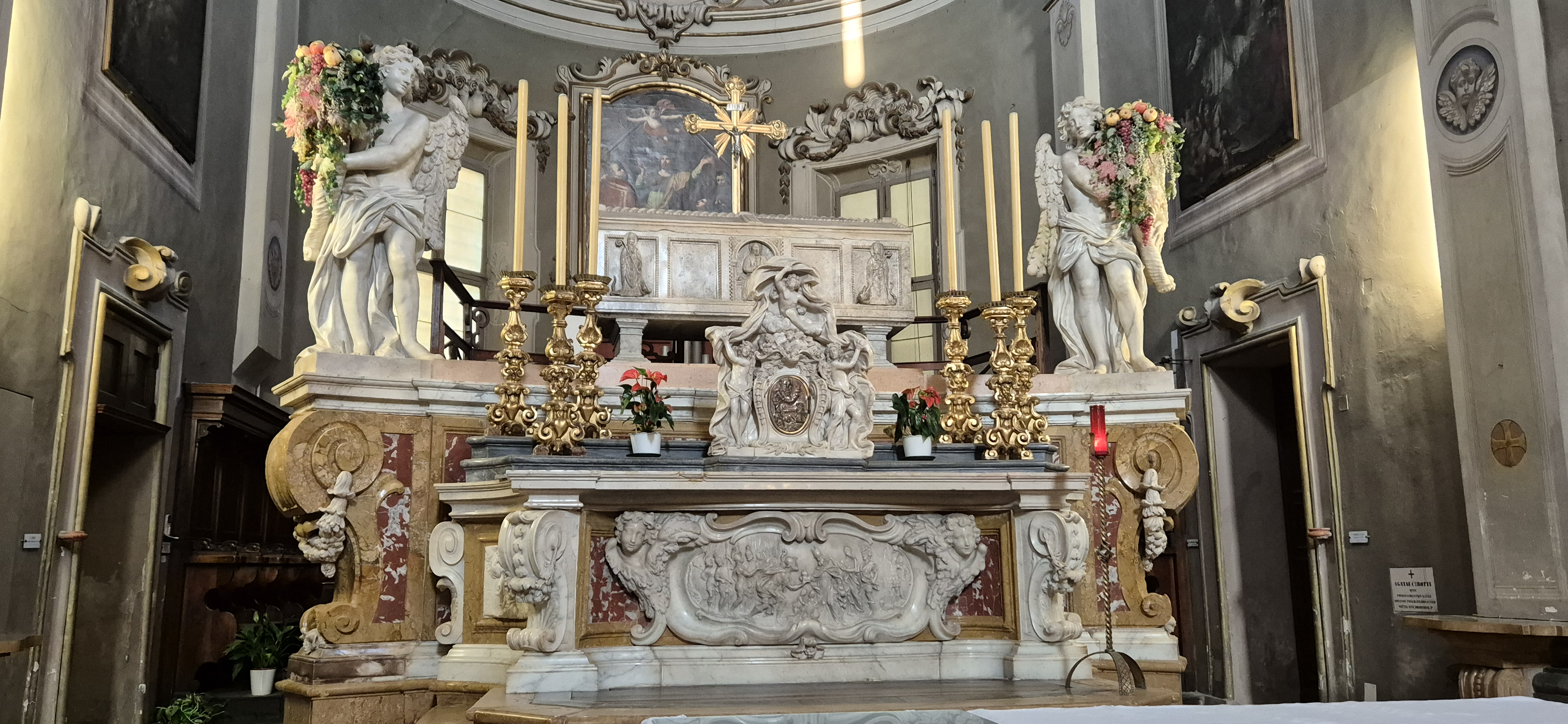
Giovanni Toschini, Altare della chiesa di Santa Lucia a Forlì

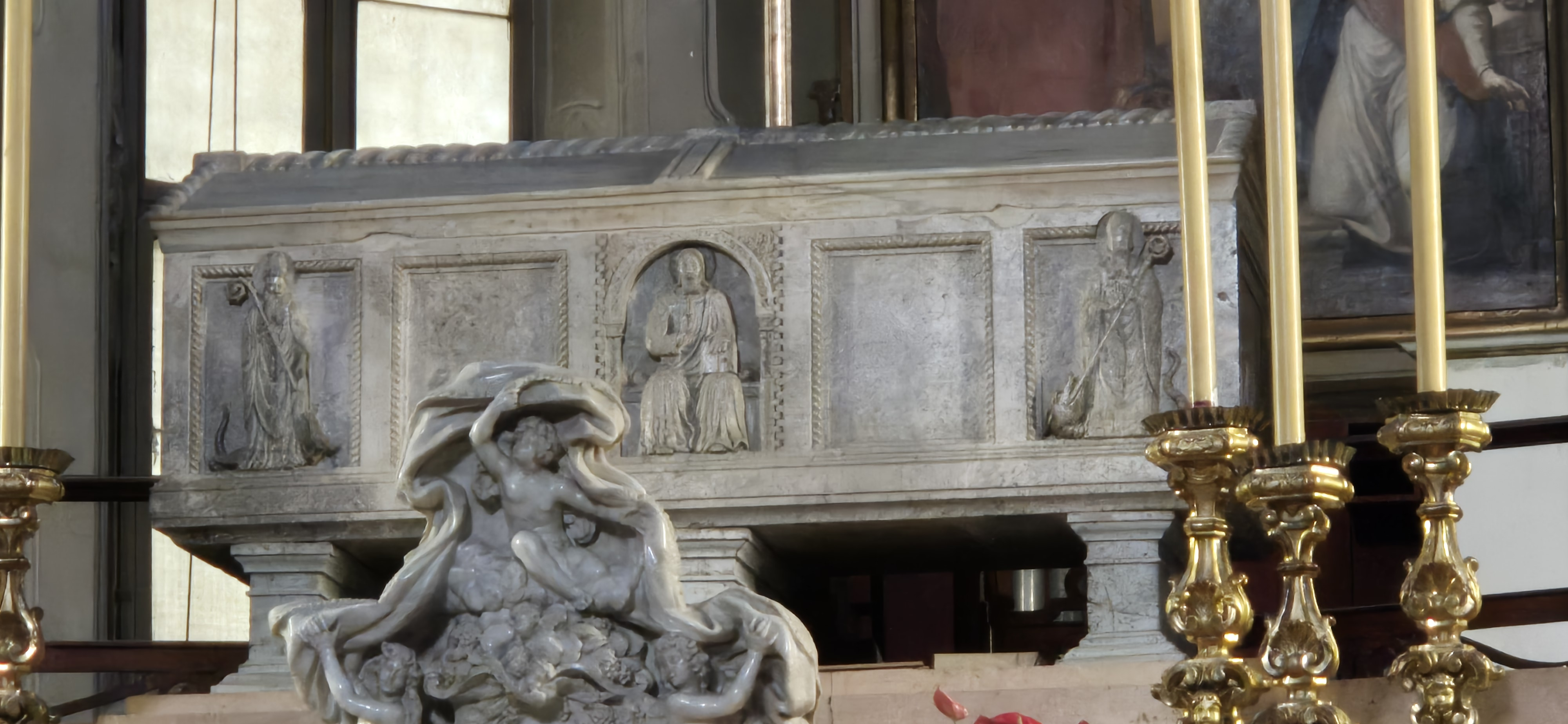
Sarcofago di San Ruffillo, XIV sec

L'altare maggiore è opera di Giovanni Toschini, è realizzato in marmo e sostiene il Sarcofago di San Ruffillo, urna che, dal 1362 al 1964, contenne i resti di San Ruffillo. Quest'opera, già nella soppressa chiesa di San Giacomo in Strada, detta di Santa Lucia, viene portata in questa chiesa nel 1797, quando la parrocchia viene definitivamente trasferita in questa sede. Scolpito in sasso di Predappio verosimilmente è stato realizzato a Forlì nel 1362 quando, per una questione di sicurezza, le spoglie del vescovo di Forlimpopoli sono state traslate a Forlì. Il Sarcofago è decorato con formelle scolpite circondate da un cordone. Su una faccia si trova il Redentore benedicente fra San Mercuriale e San Ruffillo che calpestano il drago, sull'altra la Madonna in trono con il Bambino, Sant'Antonio Abate e San Giacomo Maggiore.

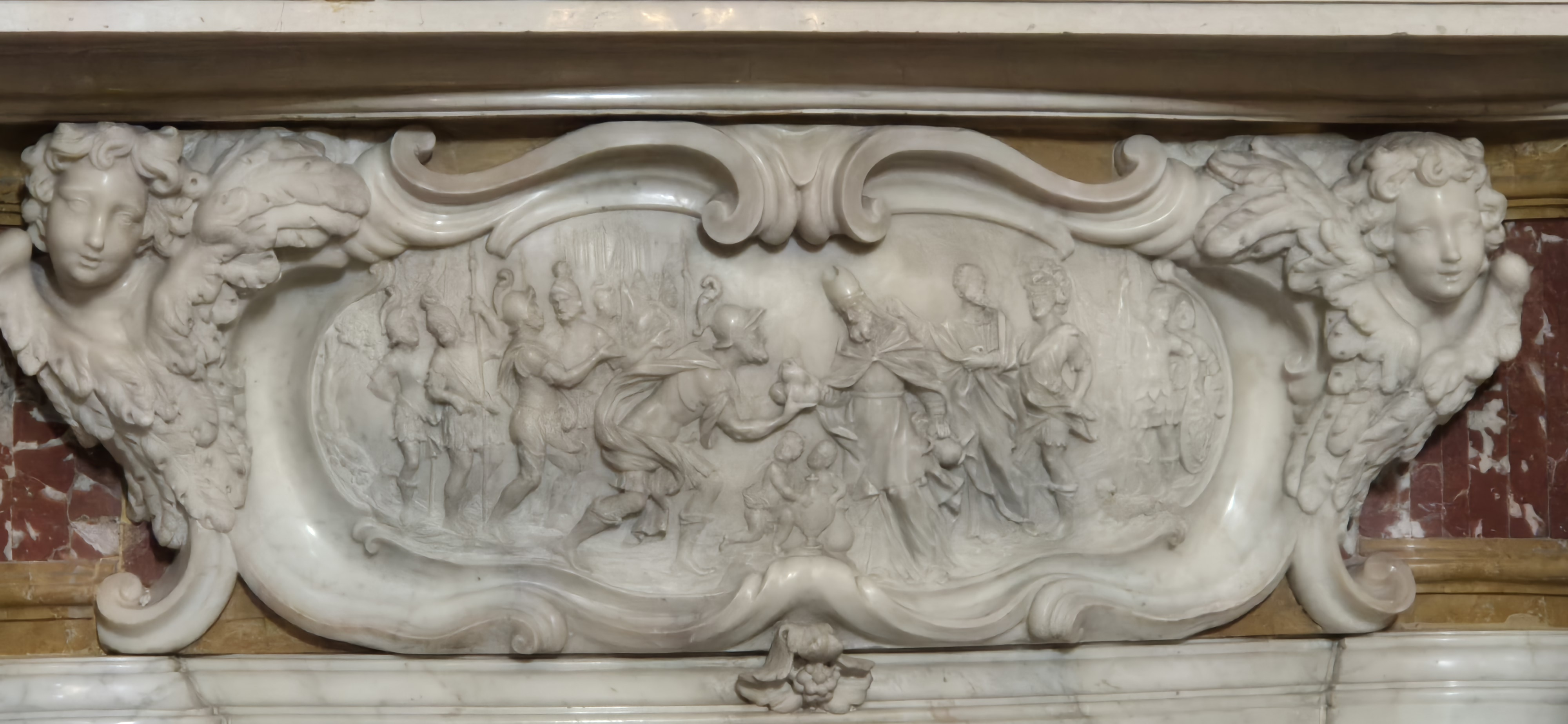
Giovanni Toschini, Achimelech offre il pane a David o Melchisedec offre il pane e il vino ad Abramo, 1702 ca, Forlì, Chiesa di Santa Lucia

L'altare si presenta molto elaborato, con decorazioni barocche in rilievo e tutto tondo. A rilievo sul paliotto si nota una scena con al centro due personaggi di cui uno porge dei pani a un altro. Esistono due interpretazioni, entrambe provenienti dall'Antico Testamento di questa immagine: la prima sia che raffiguri Achimelech (erroneamente indicato come Abimelech) che porge a David i pani della propiziazione, la seconda che sia invece Melchisedech offre il pane e il vino ad Abramo. Nel primo caso l'episodio è quello presente in 1Samuele 21:1-9, dove si racconta che il sacerdote Achimelech diede a Davide dei pani consacrati, attirando così l'ira del Re Saul, mentre nel secondo caso il sacerdote Melchisedech in Genesi 14,18-19, offre ad Abramo e ai suoi soldati pane e vino. Questa seconda interpretazione giustifica nel rilievo anche la presenza nella mano del re-sacerdote di un contenitore per il vino, oltre ai pani che vengono offerti alla figura dell'armato. Inoltre il tema di offerta in questo caso non seguita da punizione, ma come lode di Dio è più adatto alla funzione di altare. 

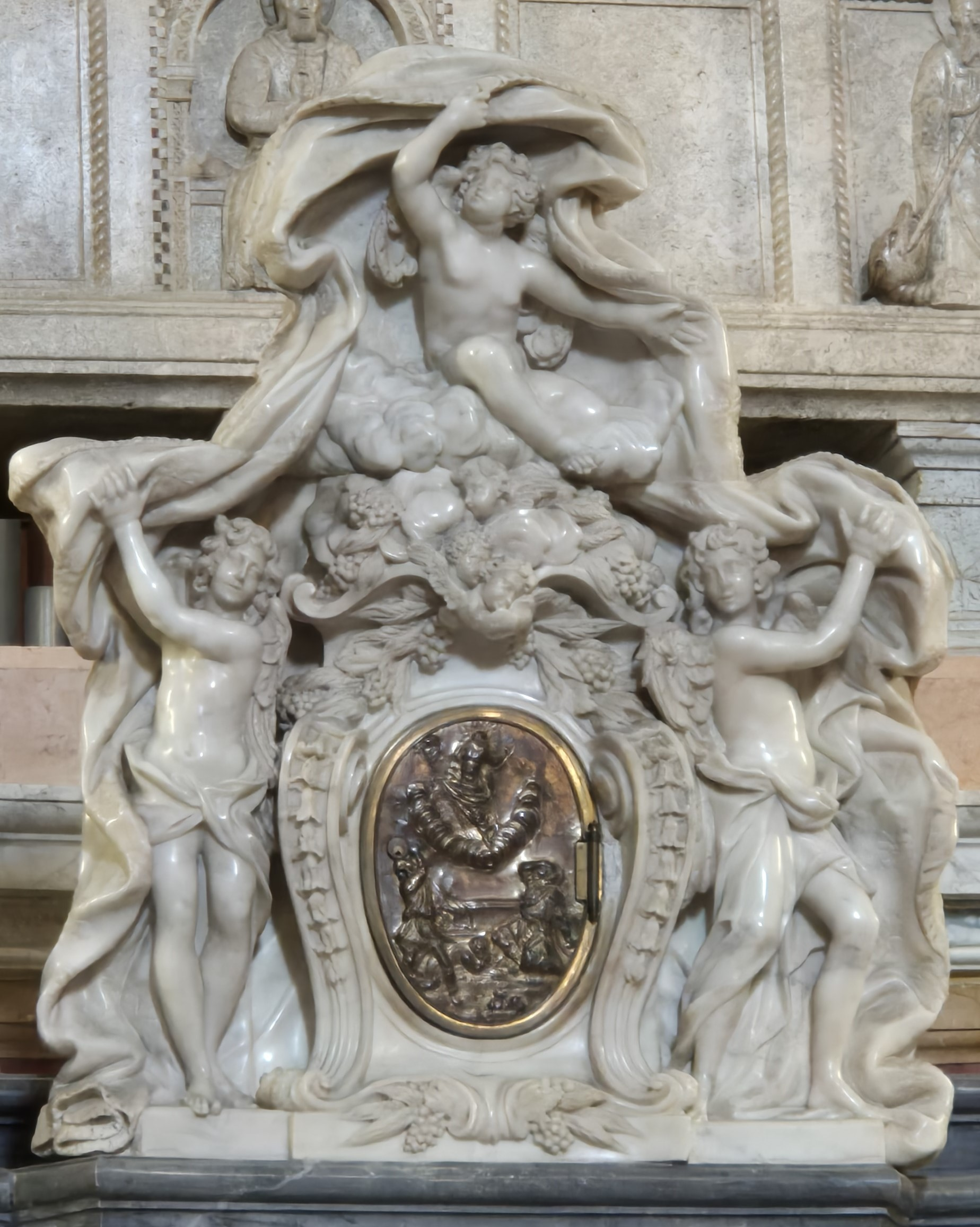
Giovanni Toschini, Tabernacolo della Chiesa di Santa Lucia, Forlì

Sui lati ci sono altri rilievi raffiguranti La Cena in Emmaus e il Sacrificio di Isacco. La prima presenta un carattere più deciso e classico, mentre nella seconda si nota un maggiore senso barocco. Parte dell'altare sono anche due angeli a tutto tondo con cornucopie e un tabernacolo di ottima fattura, con angeli in marmo e una lastra di bronzo su fodera in lamiera di ottone che funge da portella e raffigura la Resurrezione. Globalmente l'effetto ascensionale e vibrante dell'altare si adatta allo spazio largo del presbiterio e imprime un dinamismo barocco. Sulle pareti laterali dell'altare maggiore si trovano quattro tele: I Santi Romualdo (o Brunone), Benedetto e Scolastica, attribuito a Giuseppe Marchetti, San Francesco di Sales, di Antonio Belloni; San Nicola di Bari in atto di esorcizzare un'indemoniata anche questa attribuita a Marchetti; la Trinità di autore ignoto. Sul fondo, con intorno una decorazione in stucco, si trova una tela di Francesco Alberi, I Santi Giacomo Apostolo, Francesco di Paola, Lucia e un santo Vescovo (forse san Ruffillo).
Il coro è settecentesco in legno di noce e presenta forme semplici.
La volta della navata e del presbiterio sono state dipinte nel 1914 dal pittore ravennate Enrico Piazza. Nella navata sono raffigurati la Gloria di Santa Lucia, la Gloria di San Ruffillo, la Gloria di San Francesco di Paola, mentre nel presbiterio si trovano la Gloria del Sacro Cuore e la Gloria di San Giacomo Maggiore. 
La chiesa ospita un pregevole organo del XVIII secolo, opera di Gaetano Callido.

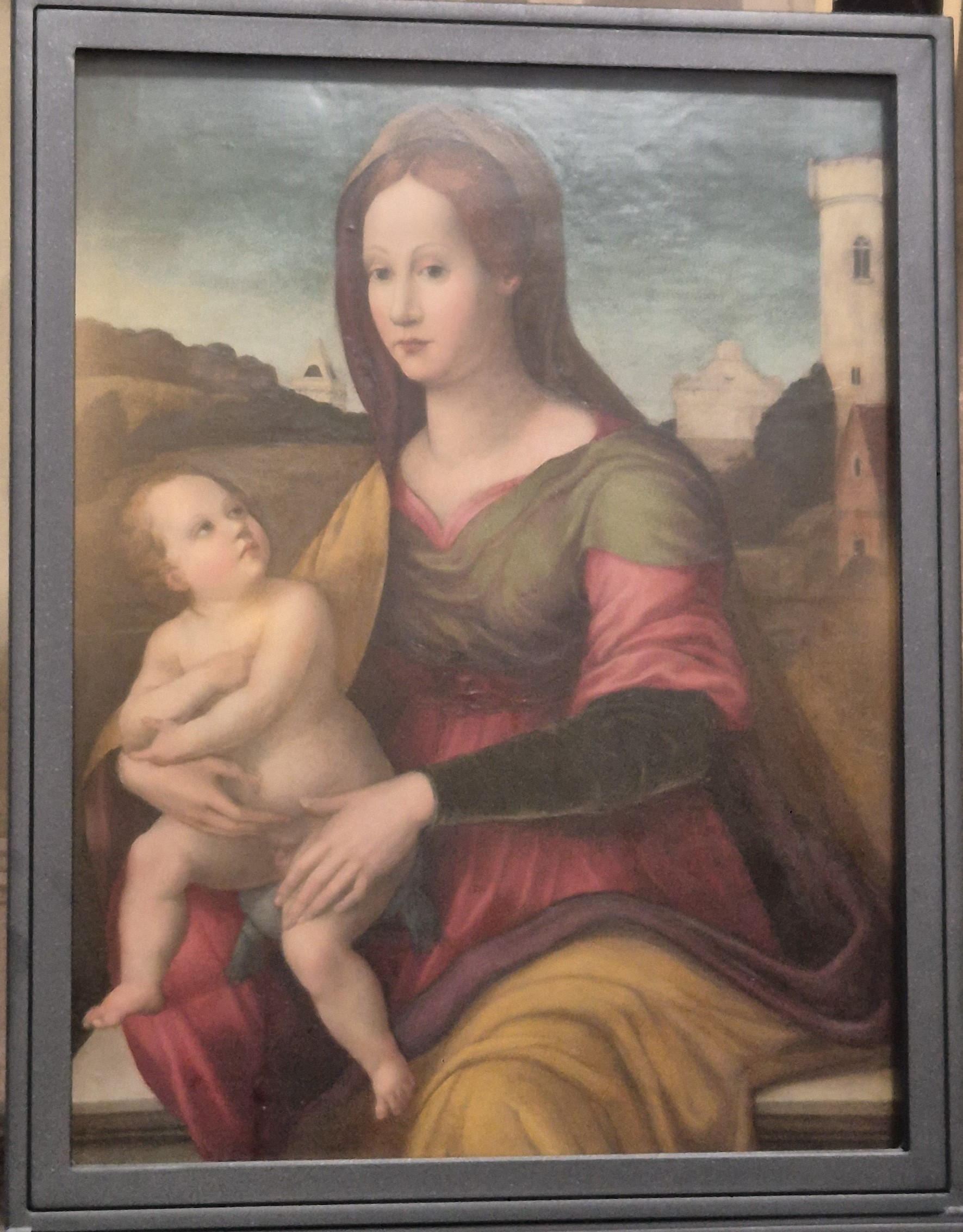
Pittore fiorentino, Madonna con Gesù Bambino, XVI secolo, tempera su tavola, 90x72,5

All'interno della chiesa è stata collocata nel 2019 una Madonna con Bambino del Cinquecento, che si trova in una teca sulla destra, prima del presbiterio. Si tratta dell'opera di un artista toscano dipinta su tavola e probabilmente utilizzata per devozione privata, date le piccole dimensioni. L'ambito toscano, non documentato da fonti, viene ricostruito per un criterio stilistico. Pur essendo una Madonna con il Bambino, ci sono delle caratteristiche iconografiche non comuni, come la balaustra su cui Maria risulta seduta e i colori della veste, dove a un più frequente rosso, vengono associati anche panneggi verdi e gialli. I personaggi presentano espressioni delicate, più vivace quella del Bambino, pensosa quella di Maria, in linea con la figura riflessiva della Madre del Salvatore. Sullo sfondo si vede un paesaggio ben definito e senza prospettiva cromatica, in cui si nota un edificio che richiama la torre d'avorio, tradizionale simbolo mariano. Il dipinto è giunto a Santa Lucia per donazione di Aurelio Fusaroli negli anni 80 del Novecento ed è stato restaurato a partire dal 2017, quando un intervento ha eliminato una deformazione del supporto ligneo, ripristinato alcune lacune e rimosso precedenti tracce di un restauro poco accurato.

#### Cappelle laterali di destra

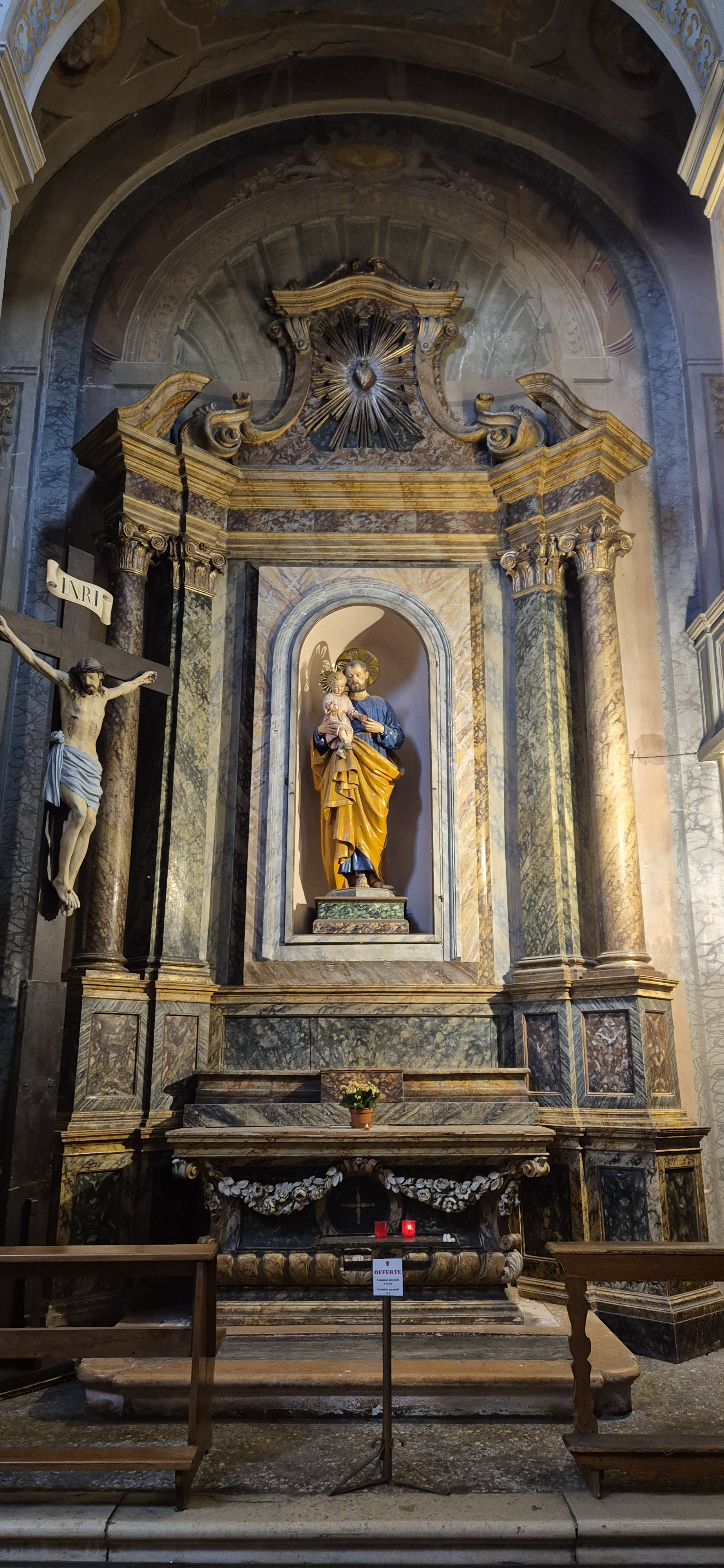
Cappella di San Giuseppe

Nella prima cappella a destra si trova la statua di San Giuseppe della bottega Ballanti-Graziani, realizzata nell'Ottocento. Qui una lapide ricorda la sepoltura del giovanissimo musicista Giuseppino Palmesiani, a cui è dedicata anche una via a Forlì. Il bambino, di origine marchigiana, si era trasferito con la famiglia a Forlì e qui aveva manifestato un talento nella musica, tanto da iniziare una precoce carriera, stroncata da una morte prematura, come ricorda la lapide a lui dedicata. 
Nella seconda si vede una tela ovale di Felice Andrea Bondi, allievo di Carlo Cignani, San Francesco di Paola che soccorre un infermo. La parete della cappella è rivestita in marmo giallo di Verona e presenta decorazioni scolpite di stile barocco con angeli, nubi e raggi dorati. Ai lati dell'altare si trovano due statue di Sant'Antonio da Padova e San Francesco Saverio. 
Nel terzo altare si trova un'ancona con colonne tortili ornate da un intaglio di foglie e uccelli. Il dipinto raffigurante Cristo in Croce è di autore ignoto.

#### Cappelle laterali di sinistra
Nella prima cappella l'altare è ottocentesco in legno dipinto a finto marmo. Contiene la statua di Santa Lucia in cartapesta policroma realizzata dalla bottega Ballanti-Graziani di Faenza. La tela ovale raffigura l'Annunciazione, di autore ignoto della fine del Settecento.
La seconda cappella è rivestita in marmo, ma presenta una decorazione meno ridondante rispetto alle altre cappelle. Il dipinto è una pala centinata di Francesco Caccianiga e rappresenta Sant'Anna, la Vergine e San Gioacchino.
L'ultima cappella contiene una statua, sempre Ballanti-Graziani, con il Sacro Cuore di Gesù.